# Delfinul (Star Trek: Generația următoare)
"The Dauphin" este un episod din al doilea sezon al serialul științifico-fantastic „Star Trek: Generația următoare”. Scenariul este scris de Scott Rubenstein; regizor este Rob Bowman. A avut premiera la 20 februarie 1989 .

## Prezentare
Nava Enterprise este gazda unei tinere, lideră a unui popor, și a misterioasei sale însoțitoare. Curând, Wesley se îndrăgostește de tânăra conducătoare. Invitat special - Paddi Edwards în rolul Anyei.

## Vezi și
- 1989 în științifico-fantastic